# Battaglia di Montorio
(Scipione Ammirato, Dell'istorie fiorentine, vol. 2, Firenze, 1641, p. 174)
La battaglia di Montorio si tenne l'8 maggio 1486 in terra toscana e più precisamente nell'attuale provincia di Grosseto, nella frazione di Montorio appartenente al comune di Sorano, nell'ambito del più ampio conflitto noto come congiura dei baroni, che interessò i territori del Regno di Napoli e dello Stato Pontificio.
Della battaglia scrisse per primo Camillo Porzio, nel suo La congivra de' Baroni del Regno di Napoli contra il Re Ferdinando I, scritto forse a partire dal 1560 e stampato per la prima volta a Roma nel 1565, sulla base di una bibliografia incompleta e scarsa di fonti documentarie coeve all'episodio. A questa narrazione seguiva in tempi pressoché contemporanei o di poco successiva, la Storia di Teramo scritta da Muzio Muzii che riprendeva pressoché con identiche parole il medesimo episodio facendo sorgere, erroneamente, nella narrazione storica locale, la convinzione che la battaglia si fosse effettivamente tenuta in quel di Montorio al Vomano, come poi acriticamente ripreso anche da Niccola Palma nel XIX secolo.
In realtà già Scipione Ammirato, nel suo Dell'istorie fiorentine, sottolineava l'errore in cui era incorso il Porzio, descrivendo un contesto storico da cui nasceva la vicenda del tutto diverso da quello da egli narrato, infatti Alfonso II d'Aragona, duca di Calabria, e Gian Giacomo Trivulzio, presero alloggiamento nel castello di Montorio presso Castell'Ottieri, dopo che sin dal gennaio dello stesso anno si erano acquartierati nella vicina Pitigliano, possedimento degli Orsini loro alleati, e pochi giorni dopo lo scontro, da recenti scoperte di documenti d'archivio effettuate da storici locali, la località, che era stata requisita dall'aragonese iure belli, venne restituita agli Ottieri, legittimi signori del luogo. Altri documenti d'archivio avevano confermato nel corso del XX secolo l'esatta identificazione della località.
La battaglia, che si ritiene uno degli eventi culminanti della congiura dei baroni, con lo scontro delle truppe napoletane contro quelle pontificie al comando di Roberto Sanseverino, fu cruenta e con vittime da entrambe le parti, anche se i contorni del suo svolgimento restano piuttosto oscuri, ma vide la vittoria dei napoletani, con i quali si era alleato anche Niccolò Orsini, sui pontifici, inducendo papa Innocenzo VIII, che aveva preso sotto la sua protezione i baroni napoletani filo-angioini, a preparare le trattative per la pace che si stipulò l'11 agosto 1486.